# 聲音—社會民主黨
聲音－社會民主黨是斯洛伐克的社會民主主義政党。於2020年6月29日成立，並於同年9月11日於內政部正式注册。為一中間偏左、民粹主義與親歐洲主義的政黨，亦奉行大帐篷政策。
聲音－社會民主黨黨主席團的所有成員與聲音－社會民主黨大部分黨員均為左翼民族主義政黨方向－社會民主黨的前資深黨員，其中现任黨主席為马图什·舒泰·埃什托克，党创始人为前斯洛伐克總理兼前方向－社會民主黨副主席彼得·佩列格里尼。

## 歷史
聲音－社會民主黨於2020年6月29日成立，並於同年9月11日於內政部正式注册。聲音－社會民主黨由斯洛伐克前總理彼得·佩列格里尼成立，而在聲音－社會民主黨成立當日，佩列格里尼与另外10名国民议会議員成员一同脫離方向－社會民主黨。佩列格里尼、舒泰·埃什托克和彼得·克梅茨（共同組成聲音－社會民主黨的筹备委员会，而佩列格里尼則为党主席。目前，該11個國會議員在國會内被視作無黨籍人士。

## 政治理念
聲音－社會民主黨与欧洲其他中間偏左政黨同為親歐洲主義政黨，並具備在福利國家内推廣社會民主主義的目標。聲音－社會民主黨亦與东欧地区主流政党一樣具備更为保守的立场，並拒绝在社会问题上提倡自由主义，认为在社会问题上提倡自由主义並不受欢迎。聲音－社會民主黨副主席埃里克·托馬什（Erik Tomáš）曾稱：“如果我们谈论民意调查，我们的票源是保守派选民，而我可以向所有人保证，我们有我們优先關注的事项，而選民不需要就自由主义问题作出讓步。”

## 貪腐爭議
2020年斯洛伐克國民議會選舉選出了聲音－社會民主黨現有的11名國會議員，方向－社會民主黨亦同時下野。選舉過後，對黨高層與成員的調查與起訴開始進行。被指控腐败、敲诈勒索或组建犯罪集团的重要人物包括前特别检察官杜尚·科瓦奇克（Dušan Kováčik）、斯洛伐克警察最近兩任總裁（米蘭·盧錢斯基與蒂博尔·加什帕尔）、前金融管理局總裁弗蘭蒂舍克·伊姆雷茨澤、數十個法官（包括來自最高法院者）與各部委、警察、國有企業的僱員，而他們都是由方向－社會民主黨直接或間接提名上任的。
部分佩莱格里尼内阁的成員亦有被指控或在指控中被提及。司法部副部长莫妮卡·揚科夫斯卡（Monika Jankovská）被指控腐败和敲诈勒索，並承认了其中的多項指控。据其中一名被告称，前财政部长彼得·卡日米爾此前每年會定期收到500,000欧元的贿赂。當時的内閣成员與有所屬黨派议员彼得·日加則被指控向最高法院法官行贿100,000欧元。据證人称，聲音－社會民主黨副主席埃里克·托馬什向國家權力機關行贿数万欧元，以从其获取消息诋毁反对派领导人。
据證人称，2013年担任财政部副部长的彼得·佩莱格里尼向他人索要並隨後收受15万欧元的贿赂。2018年，佩莱格里尼以41万欧元在布拉迪斯拉发购买一套豪华公寓。根据佩莱格里尼的财产申报，他将从自己的收入中支付246,000欧元，並以借款支付剩餘金額，然而有新聞报道称其自2006年起从公职中總共赚取了460,000欧元。

## 國會議席
截至2021年，聲音－社會民主黨擁有国民议会的11個席次，而該等議員於競選當時均代表其前所屬政黨方向－社會民主黨出選。
| 議員                                 | 參選時所屬政黨 | 參選時所屬政黨   | 名單候選人順序 | 個人所得選票數 | 最終當選順序 |
| ------------------------------------ | -------------- | ---------------- | -------------- | -------------- | ------------ |
| 彼得·佩莱格里尼                      |                | 方向－社會民主黨 | 1              | 413,555        | 1            |
| 理查·拉希                            | 4              | 方向－社會民主黨 | 154,722        | 3              |              |
| 德妮莎·莎科娃                        | 3              | 方向－社會民主黨 | 144,100        | 4              |              |
| 埃里克·托馬什（Erik Tomáš）                    | 9              | 方向－社會民主黨 | 62,004         | 5              |              |
| 彼得·日加                            | 6              | 方向－社會民主黨 | 28,386         | 9              |              |
| 马图什·舒泰·埃什托克（Matúš Šutaj Eštok）             | 10             | 方向－社會民主黨 | 5,049          | 12             |              |
| 柳比察·拉什莎科娃                    | 13             | 方向－社會民主黨 | 10,781         | 13             |              |
| 彼得·克梅茨（Peter Kmec）                      | 16             | 方向－社會民主黨 | 1,524          | 16             |              |
| 羅拔·普齊（Róbert Puci）                        | 26             | 方向－社會民主黨 | 2,689          | 26             |              |
| 扬·费伦恰克                          | 28             | 方向－社會民主黨 | 2,679          | 28             |              |
| 扬·布爾茨哈奇                        | 38             | 方向－社會民主黨 | 3,184          | 38             |              |
| 资料来源：SME （页面存档备份，存于） |                |                  |                |                |              |